# Velika nagrada Marseilla 1946
Velika nagrada Marseilla 1946 je bila druga dirka za Veliko nagrado v sezoni Velikih nagrad 1946. Odvijala se je 12. maja 1946 v Pradu, Marseille. 

## Rezultati

### Prva preddirka
| Poz | Št | Dirkač               | Moštvo                      | Dirkalnik       | Krogi | Čas/Odstop |
| --- | -- | -------------------- | --------------------------- | --------------- | ----- | ---------- |
| 1   | 34 | Robert Mazaud        | Privatnik                   | Maserati 4CL    | 15    | 34:12.0    |
| 2   | 4  | Eugène Chaboud       | Ecurie France               | Delahaye 135S   | 15    | + 30.9     |
| 3   | 38 | Georges Grignard     | Ecurie France               | Delahaye 135S   | 15    | + 1:13.9   |
| 4   | 36 | Paul Friderich       | Ecurie France               | Delahaye 135S   | 15    | + 1:53.0   |
| 5   | 32 | Harry Schell         | Ecurie Lucy O´Reilly Schell | Maserati 6CM    | 15    | + 2:05.2   |
| 6   | 16 | Ciro Bassadonna      | Privatnik                   | Maserati 4CL    | 14    | +1 krog    |
| Ods | 8  | Franco Cortese       | Privatnik                   | Maserati 4CL    |       |            |
| Ods | 12 | Philippe Verkade     | Privatnik                   | Maserati 4CM    |       | Trčenje    |
| Ods | 18 | Alexandre Constantin | Privatnik                   | Maserati 26     |       |            |
| Ods | 42 | Pierre Larrue        | Privatnik                   | Delahaye 135S   |       |            |
| Ods | 10 | Arialdo Ruggieri     | Privatnik                   | Bugatti T35C    | 10    |            |
| Ods | 58 | Eugene Martin        | Privatnik                   | Martin Speciale |       | Trčenje    |

- Najboljši štartni položaj: Robert Mazaud - 2:11.0
- Najhitrejši krog: Arialdo Ruggeri - 2:10.1

### Druga preddirka
| Poz | Št | Dirkač                  | Moštvo                         | Dirkalnik     | Krogi | Čas/Odstop |
| --- | -- | ----------------------- | ------------------------------ | ------------- | ----- | ---------- |
| 1   | 2  | Raymond Sommer          | Privatnik                      | Maserati 4CL  | 15    | 33:26.0    |
| 2   | 24 | Enrico Platé            | Privatnik                      | Maserati 4CL  | 15    | +2:02.2    |
| 3   | 14 | Emmanuel de Graffenried | Privatnik                      | Maserati 4CL  | 15    | + 2:22.2   |
| 4   | 50 | Marcel Balsa            | Privatnik                      | Bugatti T51   | 15    | + 3:07.3   |
| 5   | 40 | Roger Hillier           | Ecurie France                  | Delahaye 135S | 14    | +1 krog    |
| 6   | 46 | Jean Lucas              | Privatnik                      | Alfa Romeo 8C | 13    | +2 kroga   |
| Ods | 64 | Ugo Puma                | Privatnik                      | Maserati 6CM  |       |            |
| Ods | 62 | Discoride Lanza         | Privatnik                      | Maserati 6CM  |       |            |
| Ods | 30 | Henri Louveau           | Scuderia Automovilistica Milan | Maserati 6CM  |       | Ventil     |
| Ods | 48 | Maurice Trintignant     | Privatnik                      | Bugatti T35C  |       | Motor      |

- Najboljši štartni položaj: Marcel Balsa - 2:13.7
- Najhitrejši krog: Tazio Nuvolari - 2:06.7

### Finale
| Poz | Št | Dirkač                  | Moštvo                      | Dirkalnik     | Krogi | Čas/Odstop |
| --- | -- | ----------------------- | --------------------------- | ------------- | ----- | ---------- |
| 1   | 2  | Raymond Sommer          | Privatnik                   | Maserati 4CL  | 35    | 1:20:37.7  |
| 2   | 24 | Enrico Platé            | Privatnik                   | Maserati 4CL  | 34    | +1 krog    |
| 3   | 38 | Georges Grignard        | Ecurie France               | Delahaye 135S | 34    | +1 krog    |
| 4   | 10 | Arialdo Ruggeri         | Privatnik                   | Maserati 4CL  | 34    | +1 krog    |
| 5   | 14 | Emmanuel de Graffenried | Privatnik                   | Maserati 4CL  | 33    | +2 kroga   |
| 6   | 40 | Roger Hillier           | Ecurie France               | Delahaye 135S | 33    | +2 kroga   |
| 7   | 4  | Eugène Chaboud          | Ecurie France               | Delahaye 135S | 32    | +1 krog    |
| Ods | 16 | Ciro Bassadonna         | Privatnik                   | Maserati 4CL  | 26    | Motor      |
| Ods | 36 | Paul Friderich          | Ecurie France               | Delahaye 135S | 5     | Ogenj      |
| Ods | 46 | Jean Lucas              | Privatnik                   | Alfa Romeo 8C | 1     | Trčenje    |
| Ods | 34 | Robert Mazaud           | Privatnik                   | Maserati 4CL  | 0     | Sklopka    |
| DNS | 32 | Harry Schell            | Ecurie Lucy O´Reilly Schell | Maserati 6CM  |       | Pnevmatika |
| DNS | 50 | Marcel Balsa            | Privatnik                   | Bugatti T51   |       |            |